# Campionato albanese di calcio a 5 2004-2005
Il Campionato albanese di calcio a 5 2004/2005 (Kampionati Mini-Futbollit 2004/2005) è la seconda edizione della manifestazione nazionale di calcio a 5 dell'Albania. La formula prevedeva dapprima 2 gironi da otto squadre con gare di andata e ritorno (dal 12 novembre 2004 al 27 marzo 2005) e successivamente una fase finale a playoff (dal 14 al 24 aprile 2005) dove hanno preso parte le prime quattro classificate di ogni girone.

## Fase a gironi

### Girone A
| Posiz | Squadra          | Pti | G  | V | N | P  | GF | GS |
| ----- | ---------------- | --- | -- | - | - | -- | -- | -- |
| 1     | FK Tirana        | 28  | 14 | 9 | 1 | 4  | 79 | 61 |
| 2     | ERZENI Shijak    | 28  | 14 | 9 | 1 | 4  | 68 | 54 |
| 3     | TEUTA Durres     | 26  | 14 | 8 | 2 | 4  | 85 | 56 |
| 4     | FLABINA Durres   | 26  | 14 | 8 | 2 | 4  | 70 | 72 |
| 5     | VLLAZNIA Shkoder | 22  | 14 | 7 | 1 | 6  | 69 | 62 |
| 6     | ALI DEMI Tirane  | 20  | 14 | 6 | 2 | 6  | 66 | 61 |
| 7     | BESELIDHJA Lezhe | 9   | 14 | 3 | 0 | 11 | 50 | 76 |
| 8     | DAJTI Tirane     | 4   | 14 | 1 | 1 | 12 | 41 | 86 |

### Girone B
| Posiz | Squadra             | Pti | G  | V  | N | P  | GF | GS |
| ----- | ------------------- | --- | -- | -- | - | -- | -- | -- |
| 1     | BESA Kavaje         | 31  | 14 | 10 | 1 | 3  | 49 | 29 |
| 2     | FLAMURTARI Vlore    | 29  | 14 | 9  | 2 | 3  | 84 | 51 |
| 3     | Dinamo Tirana       | 28  | 14 | 9  | 1 | 4  | 76 | 54 |
| 4     | 1 MAJ Elbasan       | 25  | 14 | 8  | 1 | 5  | 87 | 80 |
| 5     | BULLIT Tirane       | 23  | 14 | 7  | 2 | 5  | 69 | 65 |
| 6     | ALBPETROL Patos     | 19  | 14 | 6  | 1 | 7  | 48 | 63 |
| 7     | POGRADECI Pogradec  | 8   | 14 | 2  | 2 | 10 | 70 | 99 |
| 8     | KLID BALLKAN Tirane | 0   | 14 | 0  | 0 | 14 | 7  | 49 |

## Playoff

### Quarti di finale
- 14 aprile 2005: FK Tirana - 1 MAJ Elbasan 14-4
- 14 aprile 2005: ERZENI Shijak - FLAMURTARI Vlore 7-1
- 14 aprile 2005: TEUTA Durres - BESA Kavaje 5-4 a.p. (5-5)
- 14 aprile 2005: FLABINA Durres - DINAMO Tirane 3-6

### Semifinali
- 20 aprile 2005: ERZENI Shijak - FK Tirana 7-4
- 20 aprile 2005: Dinamo Tirana - TEUTA Durres 8-3

### Finali
- 3/4 posto - 24 aprile 2005: FK Tirana - TEUTA Durres 11-13 (RIG)
- 1/2 posto - 24 aprile 2005: ERZENI Shijak - Dinamo Tirana 6-4[1]